# Royal Caribbean International
Royal Caribbean International  — американська круїзна компанія зі штаб-квартирою в Маямі, що надає послуги з організації та обслуговування морських круїзів. Є дочірньою компанією міжнародної транспортно-туристичної корпорації «Royal Caribbean Cruises Ltd.». Один з лідерів галузі в Карибському басейні та Середземномор'ї.
Компанія заснована 1968 року у Норвегії як «Royal Caribbean Cruise Line» шляхом об'єднання «Anders Wilhelmsen & Company», «I.M. Skauge & Company» та «Gotaas Larsen». Станом на 2017 рік флот компанії нараховував 24 власних круїзних лайнерів восьми класів. Протягом 2019–2024 років до флоту планується ввести ще 5 суден. Всі лайнери компанії мають у закінченнях своїх назв «of the Seas», що визначає їх приналежність до флоту компанії.

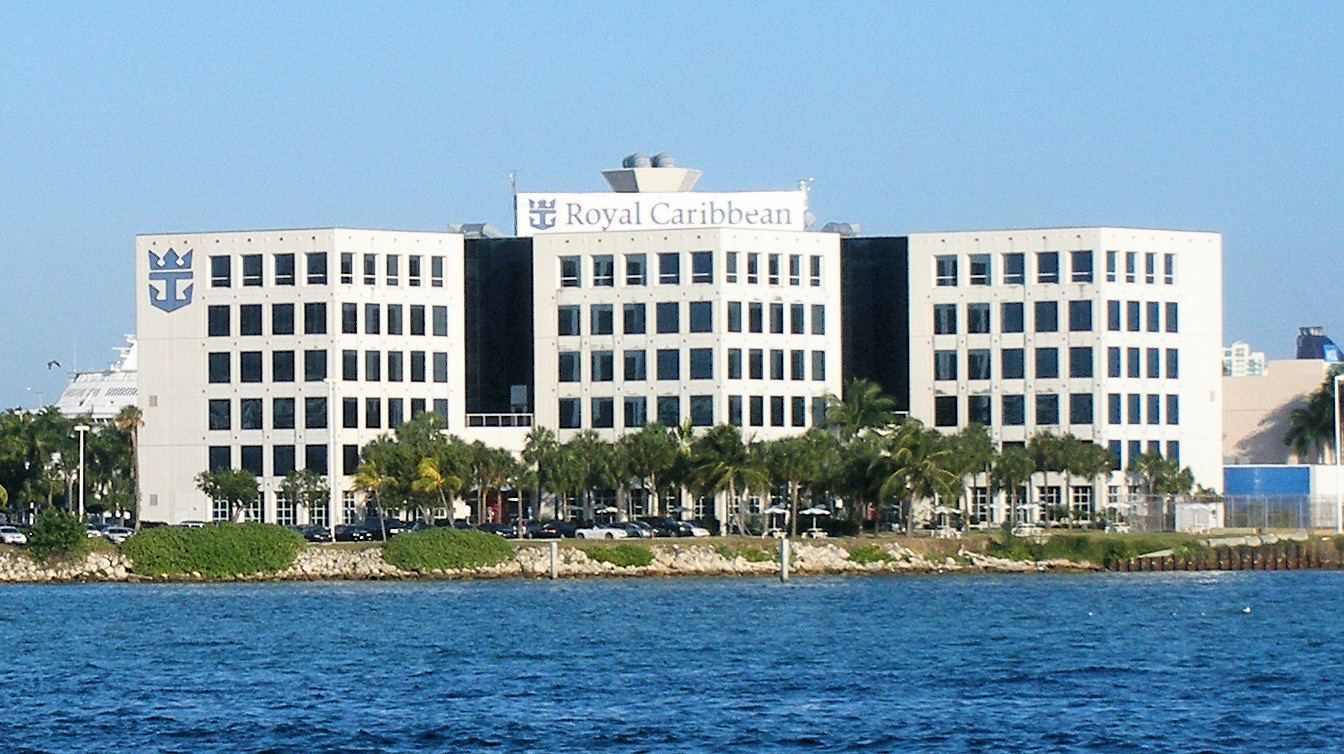
Штаб-квартира компанії в Маямі

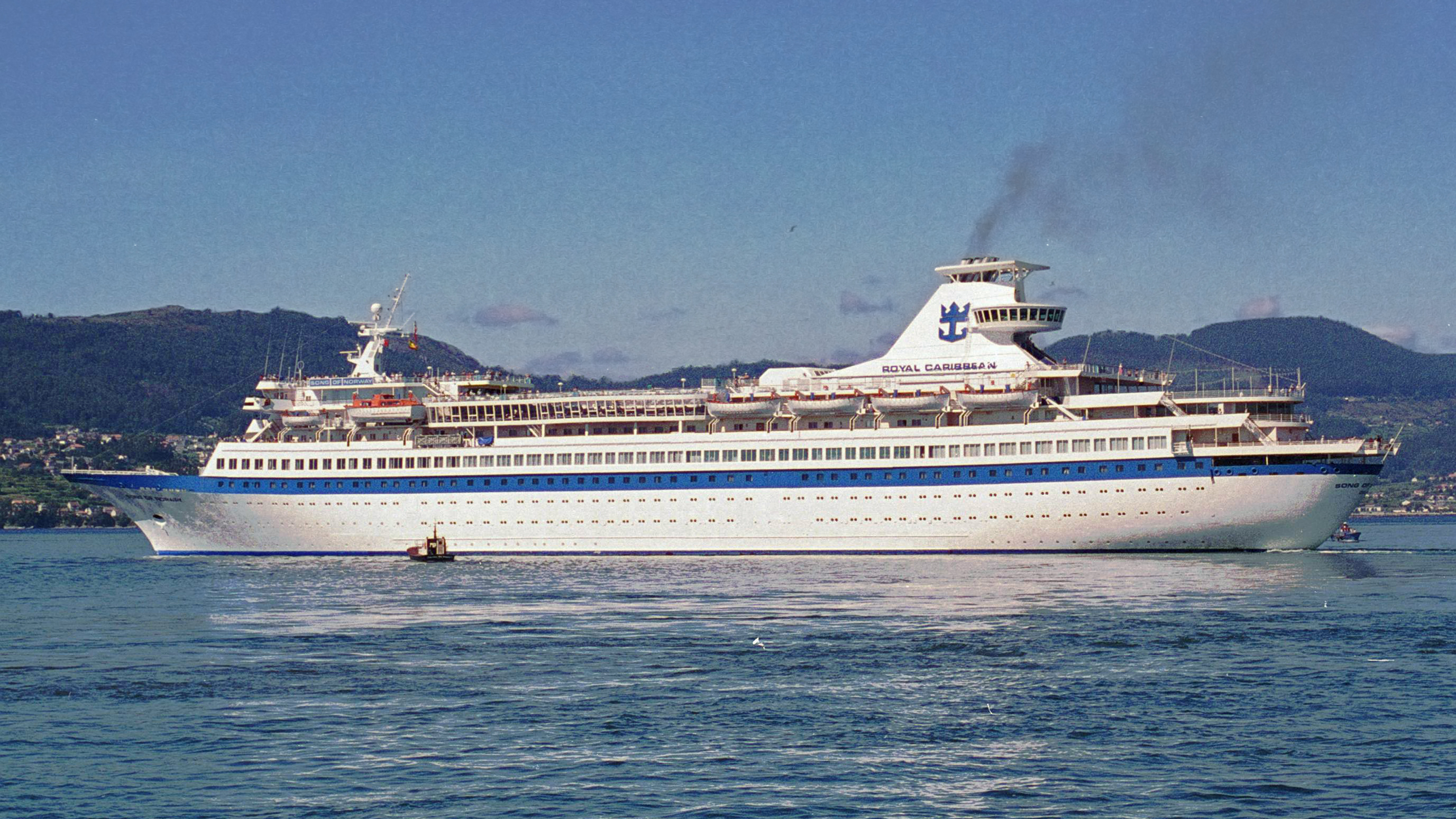
Перше судно з флоту компанії Song of Norway

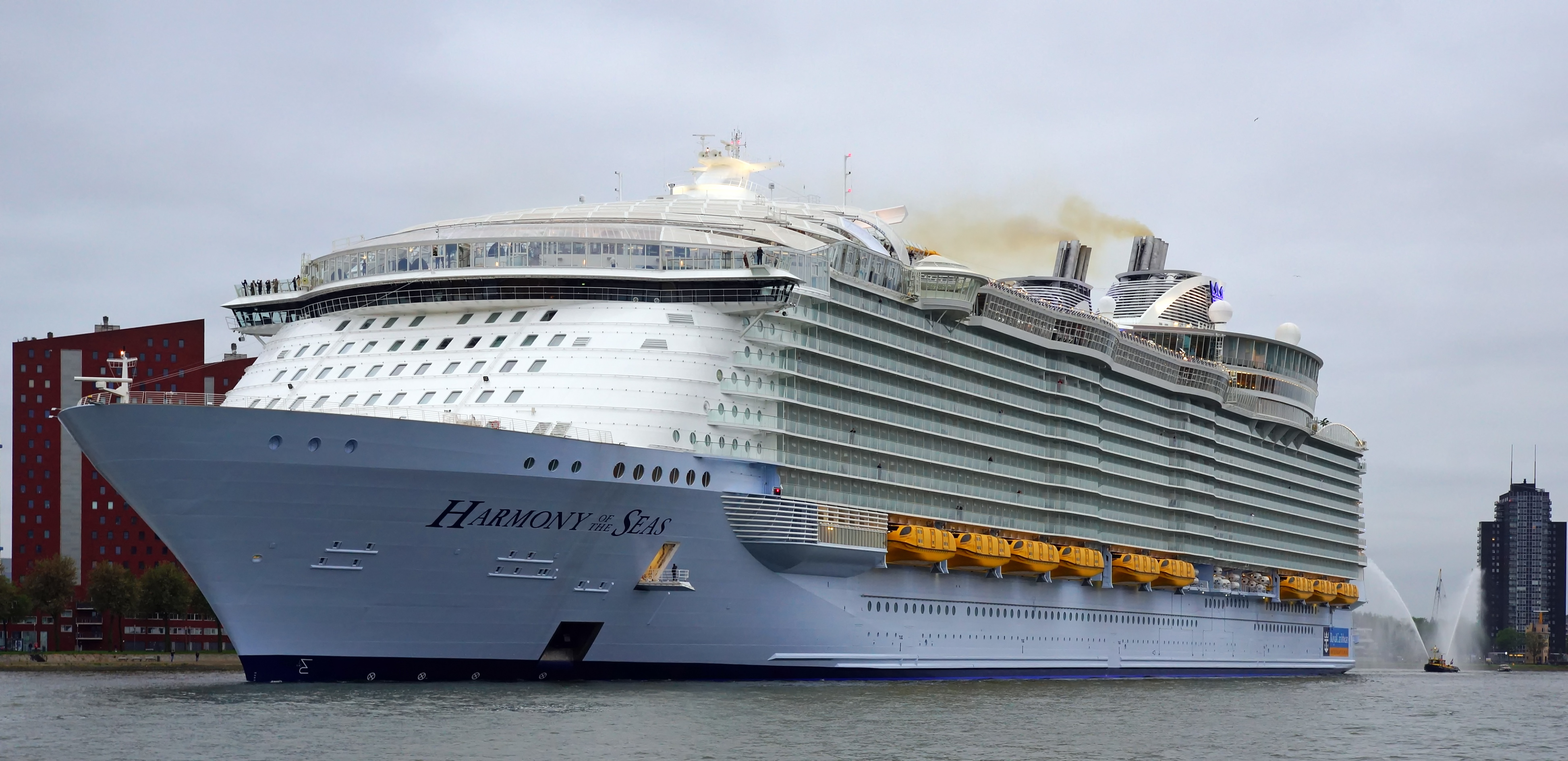
Найбільший у світі круїзний лайнер Harmony of the Seas

## Флот
- Quantum class
  - Ovation of the Seas
  - Anthem of the Seas
  - Quantum of the Seas
- Oasis class
  - Wonder of the Seas[1]
  - Symphony of the Seas (введено в експлуатацію 2018 року)
  - Harmony of the Seas
  - Allure of the Seas
  - Oasis of the Seas
- Freedom class
  - Independence of the Seas
  - Liberty of the Seas
  - Freedom of the Seas
- Radiance class
  - Jewel of the Seas
  - Serenade of the Seas
  - Brilliance of the Seas
  - Radiance of the Seas
- Voyager class
  - Mariner of the Seas
  - Navigator of the Seas
  - Adventure of the Seas
  - Explorer of the Seas
  - Voyager of the Seas
- Vision class
  - Vision of the Seas
  - Enchantment of the Seas
  - Rhapsody of the Seas
  - Grandeur of the Seas
- Sovereign class
  - Majesty of the Seas
- Empress class
  - Empress of the Seas
- Виведено з експлуатації
  - Song of Norway
  - Nordic Prince
  - Sun Viking
  - Song of America
  - Viking Serenade
  - Sovereign of the Seas
  - Monarch of the Seas
  - Splendour of the Seas
  - Legend of the Seas